# ソマリランドの大統領
ソマリランドの大統領（ソマリランドのだいとうりょう、ソマリ語: Madaxwaynaha Somaliland）は、ソマリランド共和国の元首たる大統領である。

## 資格
40歳以上のムスリム教徒で、出生地がソマリランドで2年以上居住しなければならない